# Paramount+
Paramount+ (Paramount Plus y anteriormente conocido como CBS All Access y 10 All Access en Australia) es un servicio de streaming propiedad y operado por Paramount Streaming, una filial de Paramount Skydance Corporation. Ofrece contenido original de Comedy Central, MTV, Nickelodeon y Paramount, contenido recién emitido en las propiedades de transmisión de CBS y contenido de la biblioteca Paramount. En Estados Unidos, muchos mercados ofrecen una transmisión en vivo del canal principal de la filial local de CBS. A partir del 5 de noviembre de 2020, tiene más de 17 millones de suscriptores.
Originalmente lanzado como CBS All Access el 28 de octubre de 2014 (10 All Access en Australia), el servicio fue rebautizado como Paramount+ el 4 de marzo de 2021, luego de la fusión de CBS y Viacom en 2019. Paramount+ también se expandiría a los mercados internacionales, comenzando con América Latina y el servicio canadiense ya existente el día del cambio de marca del servicio, seguido de los países nórdicos el 25 de marzo y Australia el 11 de agosto.
Paramount+ fue sustituida en los países nórdicos por SkyShowtime, una empresa conjunta con Comcast que también incluye contenidos de Sky Studios y NBCUniversal, que también se estrenaría en la mayor parte del resto de Europa a lo largo de finales de 2022 y principios de 2023, excluyendo los territorios en los que Sky opera como proveedor de televisión de pago y Francia.

## Historia

### Inicios como CBS All Access

Logotipo de CBS All Access utilizado desde el 28 de octubre de 2014 hasta el 4 de marzo de 2021, antes del cambio de marca.

CBS All Access se lanzó el 28 de octubre de 2014 a un precio de 5,99 dólares estadounidenses al mes con publicidad y de 9,99 dólares al mes sin ella. Anunciado el 16 de octubre de 2014, como la primera oferta over-the-top (OTT) de una cadena de televisión abierta estadounidense, el servicio inicialmente incluía el portal de transmisión existente de la red en CBS.com y su aplicación móvil para teléfonos inteligentes y tabletas; CBS All Access empezó a estar disponible en Roku el 7 de abril de 2015 y en Chromecast el 14 de mayo de ese mismo año. Además de proporcionar episodios completos del pasado y el presente de los programas de CBS, el servicio permite transmisiones de programación en vivo de las filiales locales de CBS en 194 mercados que llegan al 92% de los Estados Unidos (incluidas las estaciones propiedad de Sinclair Broadcast Group, Hearst Television, Tegna Media, Nexstar Media Group, Meredith Corporation, Griffin Communications, Gray Television, Weigel Broadcasting y Cox Media Group y el grupo de lanzamiento de CBS Television Stations), incluidos los deportes SEC y la NFL; sin embargo, debido a la ausencia de derechos de transmisión, algunos eventos deportivos no se transmiten en el servicio (principalmente relacionados con eventos del PGA Tour, algunos juegos de pretemporada de la NFL programados localmente y programas seleccionados con intermediarios a través de CBS Sports Spectacular), junto con una programación limitada y sindicada donde solo se permite una licencia de transmisión local para transmitir el programa y el sindicato o el productor del infomercial conservan los derechos de transmisión por Internet. Por la propia naturaleza de su transmisión en vivo, la transmisión de un afiliado local incluye toda la publicidad, incluso con el plan sin comerciales.
El 1 de diciembre de 2016, CBS anunció un acuerdo con la NFL para permitir la autorización de los juegos regionales de la NFL transmitidos por CBS en CBS All Access a partir de la semana 13 de la temporada 2016 de la NFL. En ese momento, los juegos estaban bloqueados en dispositivos móviles que no eran de Verizon Wireless debido al acuerdo de exclusividad de ese proveedor como parte de su patrocinio de la liga como «proveedor oficial de servicios inalámbricos». En la temporada 2018 de la NFL, un nuevo acuerdo con Verizon que puso fin a esa exclusividad comenzó a permitir que CBS All Access transmitiera juegos a través de todos los dispositivos móviles; los juegos del Super Bowl se ejecutan en CBS All Access sin necesidad de autenticación.
En febrero de 2017, el servicio tenía casi 1,5 millones de suscriptores. En agosto del mismo año, CBS dio a conocer planes para expandir CBS All Access a mercados fuera de los Estados Unidos. Canadá fue anunciado como el primer mercado internacional en recibir el servicio. Los planes para su lanzamiento en Australia siguieron rápidamente, como resultado de la compra por CBS de la emisora en abierto Network 10.
En septiembre de 2017, Star Trek: Discovery se estrenó en CBS All Access, y su primer episodio también se emitió en la cadena de televisión abierta CBS para promocionar el servicio. CBS informó que el récord anterior de un solo día lo tenía la cobertura de la ceremonia de entrega de los premios Grammy de 2017. Así mismo, se observó que CBS aprovechaba la base de aficionados de Star Trek que estaba dispuesta a suscribirse al servicio solo para ver la serie.

### Refusión de CBS y Viacom
El 25 de noviembre de 2019, como parte de la fusión entre CBS Corporation y Viacom, CBS All Access anunció la inclusión de programación de Nickelodeon, como parte del lanzamiento más amplio de programación infantil en el servicio, con otros socios, incluido Boat Rocker Studios y WildBrain.
En enero de 2020, CBS All Access estuvo disponible en la plataforma Xfinity Flex, seguida de la plataforma X1 en diciembre.
El 6 de febrero de 2020, CNBC informó que ViacomCBS estaba en conversaciones para lanzar una oferta de streaming prémium más grande, combinando CBS All Access con contenido de Paramount Pictures, la división de Domestic Media Networks y Pluto TV. El servicio incluiría un nivel sin publicidad y un nivel prémium que contenía el servicio de streaming de Showtime. La compañía mantendría sus plataformas de streaming existentes, mientras comercializaba el nuevo servicio a los usuarios de estos otros servicios. ViacomCBS describió parcialmente estos planes en una conferencia de resultados corporativos el 20 de febrero de 2020, indicando que el servicio All Access ampliado adoptaría un enfoque de «casa de marcas» para el contenido y serviría como una oferta de nivel medio que complementaría a Pluto TV (que seguiría siendo un servicio gratuito) y el servicio OTT Showtime al «agregar una amplia oferta de pago, construida sobre la base de [All Access]». El servicio ampliado incluiría contenido de MTV, Nickelodeon, Comedy Central, BET y Smithsonian Channel, así como una biblioteca de 30 000 episodios de series de televisión y hasta 1000 títulos de películas de las divisiones de cine y televisión de Paramount y CBS Media Ventures, y ofertas deportivas y de noticias expandidas. No se reveló ningún plan de precios ni fechas firmes para la expansión del contenido, aunque se produciría un «[re]lanzamiento suave» más adelante en 2020. ViacomCBS también continuaría otorgando licencias de su contenido de TV y películas a las plataformas de streaming de la competencia.
El 7 de mayo de 2020, CBS All Access comenzó a agregar más películas al servicio, comenzando con más de 100 de Paramount Pictures, y ViacomCBS anunció que CBS All Access se expandiría internacionalmente dentro de doce meses. El 30 de julio de 2020, CBS All Access agregó varios programas de ViacomCBS Domestic Media Networks, introdujo una nueva interfaz de usuario con centros de contenido para diferentes marcas y reveló que Kamp Koral: SpongeBob's Under Years (previamente planeado para emitirse en Nickelodeon) debutaría en el servicio en 2021. Con la expansión, también se anunció que el servicio cambiaría de marca a principios de 2021 para separarse de las plataformas de CBS, y que había planes para agregar múltiples perfiles de usuario y controles parentales más adelante en 2020.

### Relanzamiento como Paramount+
El 15 de septiembre de 2020, se anunció que CBS All Access cambiaría su nombre a Paramount+ en 2021, y que planeaba realizar más expansión internacional con el nuevo nombre. El CEO de ViacomCBS, Bob Bakish, dijo que Paramount era «una marca icónica y legendaria amada por los consumidores de todo el mundo, y es sinónimo de calidad, integridad y narración de clase mundial». También se anunciaron varias series nuevas para el servicio, incluida la serie de crímenes reales The Real Criminal Minds, Behind the Music - The Top 40 de MTV, un renacimiento de la serie BET The Game, Lioness de Taylor Sheridan y The Offer, un drama basado en las experiencias de Albert S. Ruddy en el rodaje de The Godfather.
El 19 de enero de 2021, se anunció que Paramount+ se lanzaría el 4 de marzo, y la información se publicaría el 24 de febrero durante un evento para inversores. La compañía anunció que no se proporcionarán actualizaciones para las aplicaciones en Apple TV de segunda o tercera generación una vez que el servicio se relance. ViacomCBS anunció durante su evento para inversores el 24 de febrero que Paramount+ estrenaría nuevos estrenos teatrales en 2021 de Paramount Pictures (como A Quiet Place Part II, Top Gun: Maverick y PAW Patrol: The Movie) 45 días después de su estreno en cines, mientras que los otros futuros estrenos en cines de Paramount se estrenarían en el servicio, ya sea después de su ejecución en cines o después de su ejecución en Epix (que llegó a un nuevo acuerdo con ViacomCBS ese mismo día para proporcionar contenido para Paramount+, permitiendo que los lanzamientos recientes de Paramount estén disponibles en el servicio entre otros títulos).
El relanzamiento se produjo como se anunció el 4 de marzo de 2021, con el lanzamiento de contenido de streaming adicional y más esfuerzos de cambio de marca en ese momento. En agosto de 2021, se anunció que Paramount+ cerraría en la Europa nórdica en 2022 en favor de SkyShowtime, una empresa conjunta con Sky Group, propiedad de Comcast, que también incluiría contenido de Showtime, Sky Studios y NBCUniversal.
En septiembre de 2021, se anunció que el servicio directo al consumidor de Showtime se ofrecería como parte de un paquete con Paramount+. Aún se accedería al contenido de Showtime a través de la aplicación y el sitio web de Showtime, pero se anunciaron planes para que el contenido de Showtime sea accesible dentro de las aplicaciones de Paramount+ para sus suscriptores de DTC más adelante en 2022. El cambio se implementó en agosto de 2022, y los suscriptores de ambos servicios pudieron actualizar al servicio combinado «Paramount+ con Showtime» por $11.99 dólares al mes con anuncios y $14.99 sin ellos; un descuento para nuevos suscriptores estuvo disponible como oferta introductoria hasta el 2 de octubre.
El 15 de agosto de 2022, Walmart llegó a un acuerdo exclusivo con Paramount+ para ofrecer el servicio de streaming como parte de su oferta Walmart+. Significaba que los clientes de Walmart+ podían acceder al plan con publicidad de Paramount+ sin cargo adicional. Qantas también anunció que se había asociado con Paramount ANZ para ofrecer Paramount+ en sus sistemas de entretenimiento a bordo.
El 27 de junio de 2023, el servicio directo al consumidor de Showtime en los Estados Unidos se integró completamente al nivel prémium sin publicidad de Paramount+, reemplazando el paquete antes mencionado introducido por primera vez en 2021. El nivel prémium recientemente renombrado «Paramount+ con Showtime» aumentó de $9,99 dólares a $11,99 por mes, mientras que el plan «Essential» (que contiene publicidad y no contiene contenido de Showtime) aumentó de $4,99 dólares a $5,99 por mes. Las aplicaciones Showtime Anytime independientes existentes y específicas de cable se suspendieron el 14 de diciembre de 2023. Ese mismo mes, el 6 de diciembre, Paramount anunció que las aplicaciones de Nickelodeon, Nick Jr., MTV, Comedy Central, Paramount Network y Showtime dejarían de funcionar próximamente. Estas aplicaciones dejaron de funcionar el 31 de enero de 2024, aunque esto no incluía a la aplicación de CBS. El motivo fue animar a más usuarios a suscribirse a Paramount+. El servicio de streaming hermano de Paramount+, Noggin, cerró el 2 de julio de 2024 por la misma razón. Noggin cesó sus operaciones como servicio de televisión el 28 de septiembre de 2009, en favor del canal Nick Jr.

### Era Paramount Skydance Corporation (2025-presente)
Después de algunos inconvenientes, Paramount Global y Skydance Media obtuvieron la aprobación de la FCC para fusionarse el 24 de julio de 2025, lo cual se hizo efectivo el 7 de agosto de ese año. Antes de la creación del nuevo conglomerado, se informó que Oracle Corporation ayudaría a fusionar las operaciones de Paramount+ con su plataforma hermana Pluto TV.  Tras haberse formado la nueva empresa conocida legalmente como Paramount Skydance Corporation, se creó una reestructuración donde Tom Ryan, presidente de Paramount Streaming (compañía matriz de Paramount+), pasaría a informar a Cindy Holland, presidenta de la nueva división Paramount Skydance Direct-to-consumer.
El 11 de agosto de 2025, se anunció que Paramount se había hecho con los derechos de transmisión exclusivos de la UFC en EE. UU. por un costo aproximado de 7700 millones de dólares estadounidenses a lo largo de 7 años. Bajo este trato, Paramount+ se convertirá a partir de 2026 en la emisora exclusiva de todos los eventos de la UFC, con CBS transmitiendo algunos eventos selectos.

## Programación

### Programación original
El 2 de noviembre de 2015, se anunció que la primera serie original de CBS All Access sería una nueva serie de Star Trek en 2017, que se desarrolla en el universo original de Star Trek. La primera temporada de Star Trek: Discovery consistió en 15 episodios.
El 18 de mayo de 2016, se anunció que The Good Wife obtendría un spin-off con el personaje de Christine Baranski, Diane Lockhart. La serie, titulada The Good Fight, se estrenó por CBS el 19 de febrero de 2017, con los nueve episodios restantes exclusivos de CBS All Access. La serie se convirtió en el primer drama original en la plataforma cuando el estreno de la nueva serie de Star Trek se retrasó hasta el otoño de 2017.
El 2 de agosto de 2016, se anunció que una versión en línea de Big Brother saldría al aire en CBS All Access en el otoño de 2016. El anuncio marcó la primera serie de televisión de CBS que se emitiría exclusivamente en la plataforma. También fue el primer programa de telerrealidad que se emitió exclusivamente en cualquier plataforma de streaming. El 10 de agosto de 2016, CBS anunció que Julie Chen Moonves continuaría como presentadora y luego reveló que la temporada se llamaría Big Brother: Over the Top.
En febrero de 2019, CBS: AA anunció que estaban planeando un programa basado en el personaje de Star Trek: The Next Generation, el capitán Jean-Luc Picard, que se emitiría antes de fin de año. La serie se anunció más tarde como Star Trek: Picard y se estrenó el 23 de enero de 2020. Otros programas originales en desarrollo incluyen un proyecto con Lucy Liu, así como la continuación de programas existentes como Star Trek: Discovery, The Good Fight y The Twilight Zone.
La serie animada, Star Trek: Lower Decks estrenó su primer episodio el 6 de agosto de 2020 en CBS All Access en los Estados Unidos.
Como parte de la expansión de CBS All Access, The SpongeBob Movie: Sponge on the Run (siguiendo su ventana de video prémium bajo demanda) y Kamp Koral: SpongeBob's Under Years debutarían en el servicio en 2021. El 28 de enero de 2021 se anunció que The SpongeBob Movie: Sponge on the Run y los primeros seis episodios de Kamp Koral se lanzarían el 4 de marzo del mismo año en el servicio cuando se convirtiera en Paramount+, así como Sponge on the Run también estaría disponible para alquilar bajo demanda el mismo día.
ViacomCBS anunció su plan de series originales para Paramount+, la serie de crímenes reales The Real Criminal Minds, un revival de Behind the Music y de la serie de BET The Game, y The Offer, de Taylor Sheridan, un drama basado en las experiencias de Albert S. Ruddy durante la filmación de El padrino. Más tarde anunció planes para producir continuaciones, regresos y reinicios de otras propiedades, incluida una adaptación en serie de Flashdance, Frasier, iCarly, Reno 911!  y otras.
El 25 de febrero de 2021, Paramount+ anunció una adaptación televisiva de la franquicia de Xbox Game Studios Halo producida por Amblin Television y Showtime, que se estrenaría en 2022. El programa se movió de la lista de Showtime, ya que ViacomCBS posicionaba a la cadena como un servicio prémium «para adultos» a diferencia del posicionamiento más amplio de Paramount +).
En mayo de 2021, CBS anunció que Evil y SEAL Team pasarían de CBS a Paramount+ comenzando con su segunda y quinta temporada respectivamente.
En agosto de 2021, como parte de la renovación de la serie animada de Comedy Central South Park hasta 2027, se anunció que los creadores de la serie Trey Parker y Matt Stone producirían 14 especiales de South Park de duración cinematográfica para Paramount+, con dos estrenos por año desde 2021 hasta 2027. Los derechos de transmisión digital de la serie South Park propiamente dicha eran propiedad de HBO Max hasta 2025 en los Estados Unidos, después de lo cual los derechos de transmisión de nuevos episodios pasarían a Paramount+ a partir de 2024 (temporada 27) y la biblioteca de la serie en 2025.
En mayo de 2022, Paramount anunció que Paramount+ tenía previsto encargar 150 originals internacionales para 2025. algunos de ellos procedían de América Latina (principalmente México) y territorios europeos (incluidos Francia, Italia y España).
En julio de 2025, Paramount dio a conocer que había firmado un acuerdo aproximado de 1500 millones de dólares con los creadores de South Park, Trey Parker y Matt Stone, para llevar el programa exclusivamente a su plataforma de streaming Paramount+ después de una prolongada guerra de ofertas con rivales como HBO Max y Netflix.

### Programación deportiva
En noviembre de 2019, CBS anunció que había adquirido los derechos de la UEFA Champions League, Europa League y Conference League en los Estados Unidos, reemplazando a Turner Sports. Todos los partidos se transmitirían en CBS All Access, con partidos seleccionados en otras plataformas. El contrato debía comenzar inicialmente en la temporada 2021-22 y durar hasta la temporada 2023-24. Sin embargo, durante la suspensión de la temporada 2019-20 debido a la pandemia de COVID-19 en Europa, el actual titular de derechos Turner Sports optó por no cumplir con su contrato (que había sido criticado por los espectadores por brindar un acceso engorroso a través de la aplicación BR Live de Turner y una programación  irregular por cable de partidos), y CBS se hizo cargo de los derechos temprano. El 19 de agosto de 2022, UEFA extendió el acuerdo hasta 2030.
El servicio también ha adquirido los derechos de transmisión de otros eventos de fútbol como la National Women's Soccer League (NWSL), Concacaf Nations League, Women's Nations League, Concacaf Women's Championship 2022, la Primera División Argentina, el Brasileirao, y la Serie A de Italia. Como parte de la renovación de los derechos de la NFL con CBS, Paramount+ obtiene derechos ampliados para transmitir juegos en sus niveles prémium y con publicidad entre 2021 y 2033.
En enero de 2022 trasciende que Paramount+ adquiere los derechos de transmisión de la Premier League en exclusiva para México y Centroamérica, y no exclusiva para Belice y República Dominicana, a partir de la temporada 2022-23 y por los siguientes tres años, representando con esto la primera oferta deportiva en la plataforma que está disponible para Latinoamérica. Sin embargo, al finalizar la temporada 2023-2024, se dio a conocer por medio de la cuenta de Twitter del comentarista Ricardo Sales, que esta sería la última temporada que transmitiría Paramount+ en la región, debido a problemas financieros que estaba sufirendo Paramount Global.
El 27 de enero de 2022, se dio a conocer que la plataforma emitiría en Chile todos los partidos de la selección chilena de fútbol así como el resto de juegos de las eliminatorias rumbo al mundial del 2026 (con excepción de los juegos como local de las selecciones de Brasil y Bolivia) que comenzaría a partir del año 2023, compartiendo emisión con Pluto TV y el canal de televisión abierta Chilevisión. Dicho acuerdo fue finalizado en 2024 con Disney+ siendo su reemplazo como emisora de las eliminatorias en streaming.
El 16 de mayo de 2022 se anunció que el servicio emitiría el 50% de los partidos de la Copa Libertadores y Copa Sudamericana en Brasil entre 2023 y 2026.
En junio de 2022, Viacom 18, una empresa conjunta entre Paramount Global y Network 18, adquirió los derechos de transmisión exclusivos de IPL Cricket en India durante cinco años. Anteriormente, estos derechos estaban en manos de Disney+ Hotstar.
El 18 de julio de 2024 se confirmó que CBS Sports había adquirido los derechos de emisión de las competiciones de la English Football League, como parte del acuerdo Paramount+ transmitiría en total al menos 250 partidos por temporada de torneos como el Championship, League One, League Two y la EFL Cup.
El 22 de mayo de 2025, se anunció que World Rugby había asegurado un acuerdo de derechos exclusivo, plurianual y multiplataforma con CBS Sports para que Paramount+ se convirtiera en la emisora en los EE. UU. de todos los eventos masculinos y femeninos de World Rugby hasta 2029, entre ellos las próximas tres Copas Mundiales de Rugby y todos los partidos del equipo nacional de EE. UU.
El 11 de agosto de 2025, se dio a conocer que Paramount y la Ultimate Fighting Championship (UFC) habían firmado un acuerdo televisivo de 7 años, bajo el cual Paramount+ transmitirá en exclusiva sin costo adicional —eliminando el modelo de pago por visión— para los Estados Unidos los 43 eventos en vivo por año de la empresa de artes marciales mixtas, a partir de 2026. Así mismo, se informó que Paramount+ intentaría adquirir los derechos de transmisión internacionales de la UFC, cuando se acaben los contratos vigentes con otras emisoras.

### Redifusión
Los episodios más recientes de los programas de CBS están disponibles en CBS.com y Paramount+ el día después de su transmisión original.
Paramount+ proporciona catálogos anteriores completos de la mayoría de sus series actuales, incluidos los «derechos de acumulación» de la temporada completa (con la excepción de ciertas series, como The Big Bang Theory, que CBS solo tenía los derechos de los «últimos cinco» episodios durante su versión original ejecutar, ya que Warner Bros. conserva todos los demás derechos como distribuidor del programa), así como una amplia selección de episodios de series clásicas de la biblioteca de programas de CBS Media Ventures, incluidos programas que anteriormente eran propiedad de Paramount Television hechos para CBS y otras cadenas previo a la adquisición de la biblioteca de programas de CBD a través de la división CBS-Viacom (incluido el catálogo completo de episodios de programas como Star Trek, Cheers, MacGyver, Twin Peaks y CSI: Miami) para los suscriptores del servicio. Paramount+ también incluye características detrás de escena de los programas y eventos especiales de CBS, y (a partir de la temporada 17 en junio de 2015) transmisiones en vivo y contenido especial de la serie de telerrealidad, Big Brother.
A mediados de abril de 2017, se puso a disposición en el servicio una biblioteca limitada de películas, compuesta por contenido de Paramount Pictures, Metro-Goldwyn-Mayer, Sony Pictures, The Samuel Goldwyn Company y CBS Films. Esto incluye varios títulos de la serie de películas, Star Trek. El 7 de mayo de 2020, el servicio agregó más de 100 películas de Paramount Pictures; más películas se agregaron en los próximos meses.
En la actualidad todo lo producido o distribuido por Metro-Goldwyn-Mayer tiene los derechos para emitirlos en exclusiva su propietario Amazon Prime Video desde 17 de marzo de 2022.
En agosto de 2019, CBS All Access se expandió a la radiodifusión para niños al adquirir los derechos de transmisión en Estados Unidos de Danger Mouse (1981) (así como el reinicio de la serie), Cloudy with a Chance of Meatballs y varias otras series de WildBrain.
El 30 de julio de 2020, CBS All Access agregó 56 programas de ViacomCBS Domestic Media Networks.
El 15 de febrero de 2022, se anunció que Paramount+ serría el nuevo hogar global de transmisión de South Park a partir de la temporada 27 en 2024, después de que expire el acuerdo de HBO Max para dicho programa en 2025 en los EE. UU. y su acuerdo internacional separado con Netflix también expirará en 2022. Esto ocurrió solo siete meses después de que los creadores del programa Trey Parker y Matt Stone extendieran sus acuerdos con Paramount Global en agosto de 2021; la adquisición de transmisión de la serie también incluiría los derechos de los 310 episodios a partir de 2022 en otros países y de 2025 en los EE. UU.

## Lanzamiento

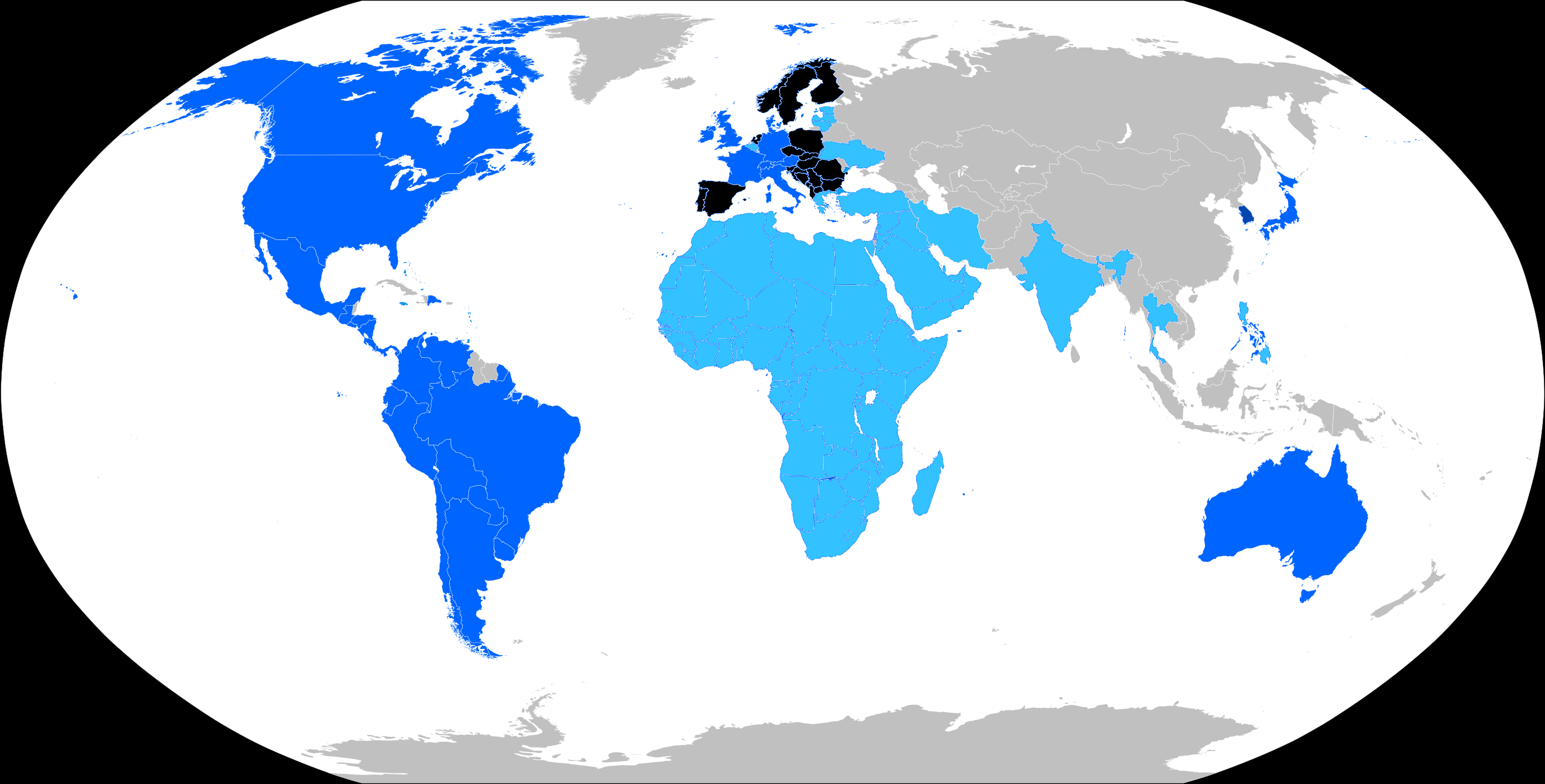
DIsponibilidad de Paramount+, hasta el 9 de junio de 2025:
Disponible
Próximamente
Disponible en un sitio web distinto
Disponible mediante SkyShowtime

CBS All Access se lanzó por primera vez en los Estados Unidos el 28 de octubre de 2014. El servicio recibiría su primera expansión internacional el 23 de abril de 2018, cuando CBS All Access se lanzó en Canadá. Australia recibió su propia versión del servicio, denominada 10 All Access, el 4 de diciembre de 2018.
En agosto de 2020, ViacomCBS anunció planes para lanzar un servicio de streaming internacional utilizando la arquitectura técnica de CBS All Access, pero bajo el nuevo nombre de Paramount+ (revelado en septiembre) en 2021; el nombre Paramount+ también se aplicaría al reemplazo de CBS All Access en Estados Unidos. El servicio presenta programación original de CBS All Access y Showtime, además de programación adicional que incluye películas de Paramount Pictures que pueden variar según el mercado. El servicio se lanzaría inicialmente en los países nórdicos y América Latina, reemplazando un servicio existente del mismo nombre, con mercados adicionales a seguir. En Australia, mientras que el servicio relanzado estrena todos los nuevos programas originales de Showtime en el futuro, las series que se transmiten actualmente permanecerán en Stan hasta su conclusión en virtud de un acuerdo existente.
La marca Paramount+ en sí se originó como un servicio de películas de video bajo demanda por suscripción, y se lanzó por primera vez en los países nórdicos en 2017, y más tarde en Hungría, Latinoamérica, y Rusia en los siguientes tres años. La iteración actual de Paramount+ en los países nórdicos y América Latina fue precedida por este servicio.
Fuera de los Estados Unidos, Paramount+ está actualmente disponible en Australia, Canadá, Italia, América Latina, Oriente Medio (como canal de televisión por suscripción), los países nórdicos, el Reino Unido e Irlanda. Además, el servicio de video bajo demanda por suscripción homónimo sigue activo en Polonia (como Paramount Play), Hungría y Rusia (como Okko Paramount+ e IVI Paramount Play) aunque el servicio de streaming actual no está disponible en dichas regiones. Debido a los derechos de los programas y las ofertas de contenido existentes, varios programas no están disponibles en versiones locales o tienen una disponibilidad retrasada para nuevos episodios. Por ejemplo, Star Trek: Discovery y todo lo demás de la franquicia tiene licencia de Bell Media en Canadá para sus canales CTV Sci-Fi (en inglés) y Z (en francés) y el servicio de streaming Crave. Como otro ejemplo, Corus Entertainment tiene licencia de la programación original infantil y familiar seleccionada de Paramount+, como Kamp Koral: SpongeBob's Under Years y Rugrats para sus cadenas YTV y Treehouse y el servicio de streaming de Nick+ en 2021, en parte debido a acuerdos preexistentes entre Corus y Paramount Global. Star Trek: Prodigy es actualmente el único programa del género que no está disponible en los servicios de Corus o Paramount+. En cambio, se transmite en Canadá en el canal CTV Sci-Fi.
Una versión local de Paramount+ opera en Medio Oriente como una oferta prémium en el proveedor de televisión por suscripción OSN, reemplazando al ahora desaparecido Paramount Channel. Cuenta con contenido del canal antes mencionado, así como de Nickelodeon, Comedy Central y MTV.
En India, la programación original de Paramount+, junto con la programación de Showtime y CBS estuvo disponible bajo la sección Voot Select en Voot de Viacom18, una empresa conjunta entre Paramount Global y Network 18 la cual se comenzó a principios de 2021.
En agosto de 2021, Comcast anunció un acuerdo con Paramount Global para lanzar SkyShowtime, un servicio de streaming conjunto que combina la programación de las bibliotecas de Paramount Global, Sky y NBCUniversal, así como la programación original de Peacock y Paramount+. Se espera que el servicio esté disponible en 20 territorios europeos más pequeños, incluidos cuatro países nórdicos junto con Hungría y Polonia, donde reemplazará a Paramount+, en lugar de que Paramount+ y Peacock operen por separado en esos mercados.
En noviembre de 2021, se anunció que Star Trek: Discovery se retiraría de Netflix en todos los países fuera de los Estados Unidos y Canadá (en este último Bell Media retuvo la licencia para todas las bibliotecas de Star Trek) y se trasladaría a Paramount+ para su lanzamiento internacional. También se informaron planes para lanzar Paramount+ de manera global en 2022, comenzando con su lanzamiento en el Reino Unido, Irlanda, Italia, Alemania, Suiza y Austria a través de Sky Group y el conglomerado de entretenimiento y medios de Corea del Sur CJ ENM lanzará Paramount+ como un centro de contenido en TVING (similar a Star de Disney+), marcando la primera región asiática en lanzar la plataforma de streaming; la asociación también incluye una empresa conjunta para contenido futuro, incluidas las adaptaciones en inglés de las series dramáticas de tvN que ha producido la casa productora de CJ Studio Dragon. Durante la conferencia de resultados financieros del 3 de mayo de 2022, se programó el lanzamiento de Paramount+ en el Reino Unido e Irlanda el 22 de junio de 2022, mientras que el lanzamiento del centro de contenido de Corea del Sur fue el 16 de junio de 2022. Paramount también anunció que Paramount+ se lanzaría en India desde Viacom18 en 2023. Aún no se ha anunciado si reemplazará a Voot.
El 15 de febrero de 2022, durante su presentación anual para inversores, el conglomerado de medios y operador de cable francés Groupe Canal+ anunció que Paramount+ se lanzaría en Francia en diciembre de ese año. seguido del anuncio de que la plataforma también se expandiría al Caribe también a fines de año, y en el sudeste asiático, Taiwán, Hong Kong, África y MENA en 2023.
El 28 de marzo de 2022 los operadores de cable caribeños FLOW y BTC anunciaron que Paramount+ se lanzaría en el Caribe a través de las plataformas de video bajo demanda de las compañías de cable.
El 27 de noviembre de 2022, el director de la filial suiza de Groupe Canal+ anunció que Paramount+ se lanzaría en la Suiza francófona el 1 de diciembre de 2022.
Mientras tanto, Paramount+ se lanzó en otros territorios de Europa como SkyShowtime, comenzando con la sustitución de Paramount+ en los países nórdicos el 20 de septiembre de 2022, y se lanzó el 25 de octubre del mismo año en los Países Bajos y Portugal, luego en los países de la antigua Yugoslavia (excepto Macedonia del Norte) el 14 de diciembre de ese mismo año y el 14 de febrero de 2023, en el resto de Europa Central y del Este. SkyShowtime finalizó su expansión con su estreno en España y Andorra el 28 de febrero de 2023.
Paramount+ había anunciado originalmente sus intenciones de lanzarse en el sudeste asiático, Taiwán, Hong Kong, África y MENA en 2023, sin embargo, después del final de la expansión de SkyShowtime a principios de 2023, la mayoría de estos planes se redujeron o pospusieron, y Paramount Global optó por hacer que Paramount+ esté disponible en nuevas regiones a través de asociaciones con operadores de televisión de pago existentes en lugar de expandir el alcance de la plataforma de streaming independiente.
En Bélgica, algunos títulos de Paramount+ empezaron a estar disponibles exclusivamente en Streamz a partir de 2022. En noviembre de 2023, el acuerdo con Paramount y Streamz se amplió para que una gran parte del catálogo de Paramount+ estuviera disponible gradualmente en Streamz a partir del 22 de diciembre de 2023.
Paramount+ se lanzó en Japón el 6 de diciembre de 2023 como un centro de video bajo demanda (VBD) adicional para los operadores japoneses J:COM y Wowow a través de sus respectivos servicios de VBD. El centro  también se lanzó mediante Amazon Prime Video y Lemino en 2024 y 2025 respectivamente. Se anunciaron planes similares para Grecia, en este caso a través del operador de cable griego Cosmote TV, con el contenido de Paramount+ estando disponible desde el 22 de abril de 2024 en los canales de Cosmote Cinema y bajo demanda.
Finalmente, se firmó un acuerdo para la distribución de Paramount+ en Medio Oriente y África del norte con beIN Media Group el 22 de octubre de 2024. El contenido de Paramount+ empezó a transmitirse en los canales de televisión de beIN, como beIN Series. Este acuerdo también se amplió a las operaciones de beIN en Turquía el 25 de febrero de 2025.
Además, Paramount+ también fue anunciado para Filipinas como un centro de contenido en la plataforma OTT Blast TV de TAP DMV, que se lanzó el 23 de mayo de 2025 y está previsto que se relance en Corea del Sur bajo la nueva asociación con Coupang Play en 2025.